# 제10회 들꽃영화상
제10회 들꽃영화상은 2023년 5월 27일에 열린 시상식이다.

## 수상 및 후보

### 대상
- 수프와 이데올로기 - 양영희 수상

### 다큐멘터리 감독상
- 물방울을 그리는 남자 - 김오안, 브리짓 부이오 수상
- 작은새와 돼지씨 - 김새봄
- 수프와 이데올로기 - 양영희
- 모어 - 이일하
- 녹턴 - 정관조
- 2차 송환 - 김동원

### 주목할 만한 다큐 - 민들레상
- 모어 - 이일하 수상
- 2차 송환 - 김동원
- 고양이들의 아파트 - 정재은
- 재춘언니 - 이수정
- 초선 - 전후석

### 극영화 감독상
- 나를 죽여줘 - 최익환 수상
- 같은 속옷을 입는 여자 - 김세인
- 다음 소희 - 정주리
- 불도저에 탄 소녀 - 박이웅
- 성적표의 김민영 - 이재은, 임지선
- 오마주 - 신수원
- 윤시내가 사라졌다 - 김진화

### 신인감독상
- 엄마의 땅 : 그리샤와 숲의 주인 - 박재범 수상
- 같은 속옷을 입는 여자 - 김세인
- 윤시내가 사라졌다 - 김진화
- 낮에는 덥고 밤에는 춥고 - 박송열
- 성적표의 김민영 - 이재은, 임지선
- 불도저에 탄 소녀 - 박이웅

### 남우주연상
- 파로호 - 이중옥 수상
- 탑 - 권해효
- 세이레 - 서현우
- 봄날 - 손현주
- 카시오페아 - 안성기
- 우수 - 윤제문

### 여우주연상
- 같은 속옷을 입는 여자 - 양말복 수상
- 경아의 딸 - 김정영
- 다음 소희 - 배두나
- 윤시내가 사라졌다 - 오민애
- 오마주 - 이정은
- 소설가의 영화 - 이혜영

### 조연상
- 오마주 - 이주실 수상

### 각본상
- 다음 소희 - 정주리 수상
- 같은 속옷을 입는 여자 - 김세인
- 그 겨울, 나는 - 오성호
- 파로호 - 임상수
- 첫번째 아이 - 허정재

### 촬영상
- 초록밤 - 추경엽 수상
- 쓰리: 아직 끝나지 않았다 - 김형준
- 파로호 - 윤걸
- 녹턴 - 조용규, 장권호, 정관조, 임창빈
- 달이 지는 밤 - 지윤정
- 세이레 - 황경현

### 신인배우상
- 불도저에 탄 소녀 - 김혜윤 수상
- 그 겨울, 나는 - 권다함
- 다음 소희 - 김시은
- 같은 속옷을 입는 여자 - 임지호
- 복지식당 - 조민상
- 크리스마스 캐럴 - 박진영

### 스태프상
- 윤시내가 사라졌다 - 김경미 수상

### 공로상
- 안성기 수상